# Église Saint-Martin de Tohogne
Pour les articles homonymes, voir Église Saint-Martin.
L'église Saint-Martin est un édifice religieux catholique sis à Tohogne (Durbuy), en Belgique (province de Luxembourg). De style roman et construite au cours de XIe siècle l'église est classée au Patrimoine majeur de Wallonie depuis 1948 et ses fresques murales depuis 1981. L'église est lieu de culte de la communauté catholique locale.

## Situation
Tohogne (situé à 5 km de Durbuy) est au centre d'un massif fertile presque totalement contourné par l'Ourthe et le Néblon. D'où que vous veniez, il faut monter pour y arriver à une altitude de 270 m. L'église Saint-Martin du village est la plus grande église romane de la première moitié du XIe siècle du Luxembourg belge. Sa monumentalité atteint les 33 mètres et comporte deux fois quatre gros piliers séparant les trois nefs. La paroisse est l'une des plus anciennes et des plus grandes du Nord-Luxembourg, et ce à partir du VIIe siècle.

## Historique
L'église de Tohogne fut construite sur un site gallo-romain et franc, dans un quadrillé remarquable, au centre de l'agglomération. À cette époque, Ocquier, Tohogne et Xhignesse restèrent, jusqu'à la fin de l'Ancien Régime, tributaires directs de l'abbaye et principauté de Stavelot, Tohogne étant perdue très tôt par l'abbaye quant au droit de collation. La région Durbuy-Tohogne, autrefois terre « fiscale » des Carolingiens, faisait partie au IXe siècle d'un « alleu » appartenant à la Maison d'Ardenne-Verdun et passa à la Maison de Namur.
La plus importante fille aînée de Tohogne est certainement Wéris. La séparation remonterait au VIIIe siècle. À elles deux, Tohogne et Wéris ont couvert tout un temps à peu près l'espace-noyau du futur comté de Durbuy. Wéris engendra à son tour de nouvelles chapelles et églises paroissiales. Heyd, dont l'église primitive date d'avant 1497, en aurait été démembrée. À partir du XIIIe siècle, on essarta beaucoup dans la région, à l'est de Wéris, du côté d'Érezée. Quant à Mormont, il avait une chapelle en 1580 (paroisse en 1836). Le curé Léonard Poncin de Tohogne, doyen du Concile d'Ouffet, assure dans les registres paroissiaux que Grandmenil relevait autrefois de l'ancienne paroisse de Tohogne.
Plus près de Tohogne, le jeu des filiations est plus clair. Borlon, chapelle en 1497, est encore dépendance de Tohogne en 1558. Bomal (avec Herbet et Boclinville, disparu) est paroisse très tôt (déjà en 1184). En 1325, il y existait à Durbuy une chapelle Saint-Nicolas ; néanmoins elle releva directement de Tohogne jusqu'en 1611. À ce moment, Palange et sa dîme, dépendant de Tohogne, furent attribuées à Durbuy. Barvaux posséda longtemps une chapelle. En 1611, il fut érigé en vicariat perpétuel. Verlaine-sur-Ourthe releva de tout temps de Tohogne. C'est seulement en 1843 que l'église castrale devint succursale indépendante. Quant à Houmart, sa première chapelle date de 1850. Elle fut chapellenie de Tohogne en 1856 et ensuite succursale en 1872. Quant à l'église de Warre, elle fut construite par le pieux et mystique Michel Cosme en 1888. L'église la plus proche qui ait eu semblable aire paroissiale est Xhignesse.

## Description

### Extérieur

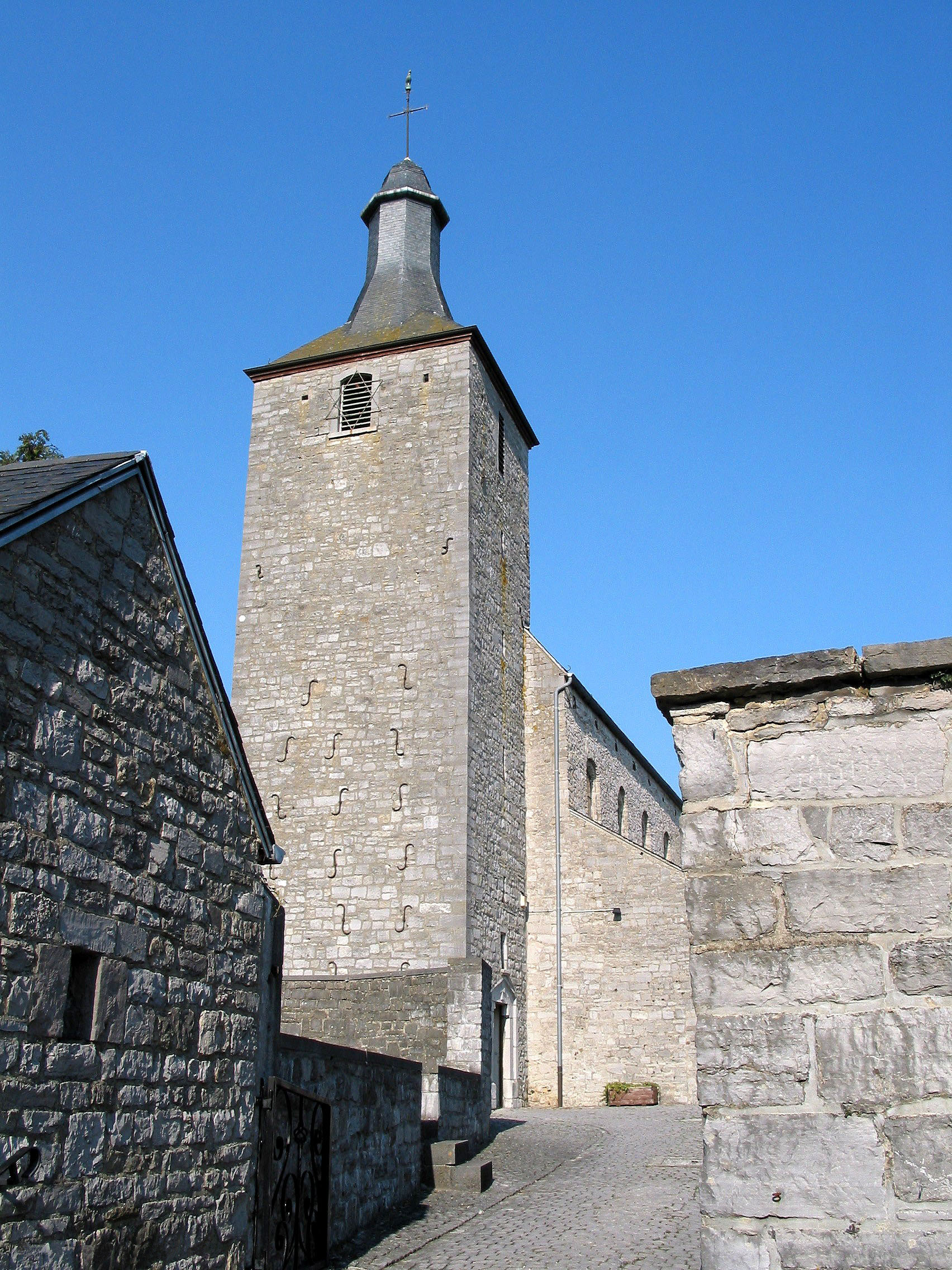
Le clocher de l'église est un ancien donjon.

L'église Saint-Martin est orientée vers l'est et possède toutes les caractéristiques du style roman-mosan primitif de la première moitié du XIe siècle. Sévère jeu des lignes et des volumes selon les traditions carolingiennes, pas de transept, trois nefs, moellonnage grossier, « opus incertum » dit Courtens (« La Belgique romane ») avec mortier très varié, parfois brique pilée rose et dure, traces d'anciens crépis et de joints en pré-roman.
Les toitures ne sont pas primitives. Le haut toit était primitivement plat. Apparaissent les bouts de grosses poutres qui supportaient le plafond de chêne. Les murs gouttereaux furent surhaussés de 60 à 70 cm. Les fenêtres hautes ont encore leur cintre rudimentaire sans vrai claveau.
À l'étage inférieur, les murs visiblement bombés, appuyés sur un chaînage pas très rectiligne, sont d'un appareil grossier sans horizontale. Les fenêtres actuelles sont des XVIIe et XVIIIe siècles sauf celle du côté nord, une grande fenêtre flamboyante (XVe siècle) près de l'ancienne chapelle Saint-Pierre. On peut apercevoir quelques traces des anciennes ouvertures, assez hautes et petites, qui n'étaient pas dans l'axe des travées intérieures. On peut découvrir aussi, au côté sud, le remplage de l'ancienne porte dite « in paradisum » ; même chose côté nord plus près de la tour. Ce sont sans doute les portes primitives.
La tour-donjon n'avait pas de porte donnant vers l'extérieur. Le portail actuel provient probablement du petit pignon jouxtant. Il porte une belle croix pattée, emblème des Templiers. De la tour ancienne, il reste le noyau ; de l'intérieur, on voit encore le cintre de la première chambre donnant dans le grand vaisseau au niveau de l'ancien jubé (datant du XIXe siècle et supprimé en 1975). La tour a été reconstruite fin du XVIIe siècle.
Le sanctuaire a été refait à neuf, en 1682, dans un style différent.

### Intérieur

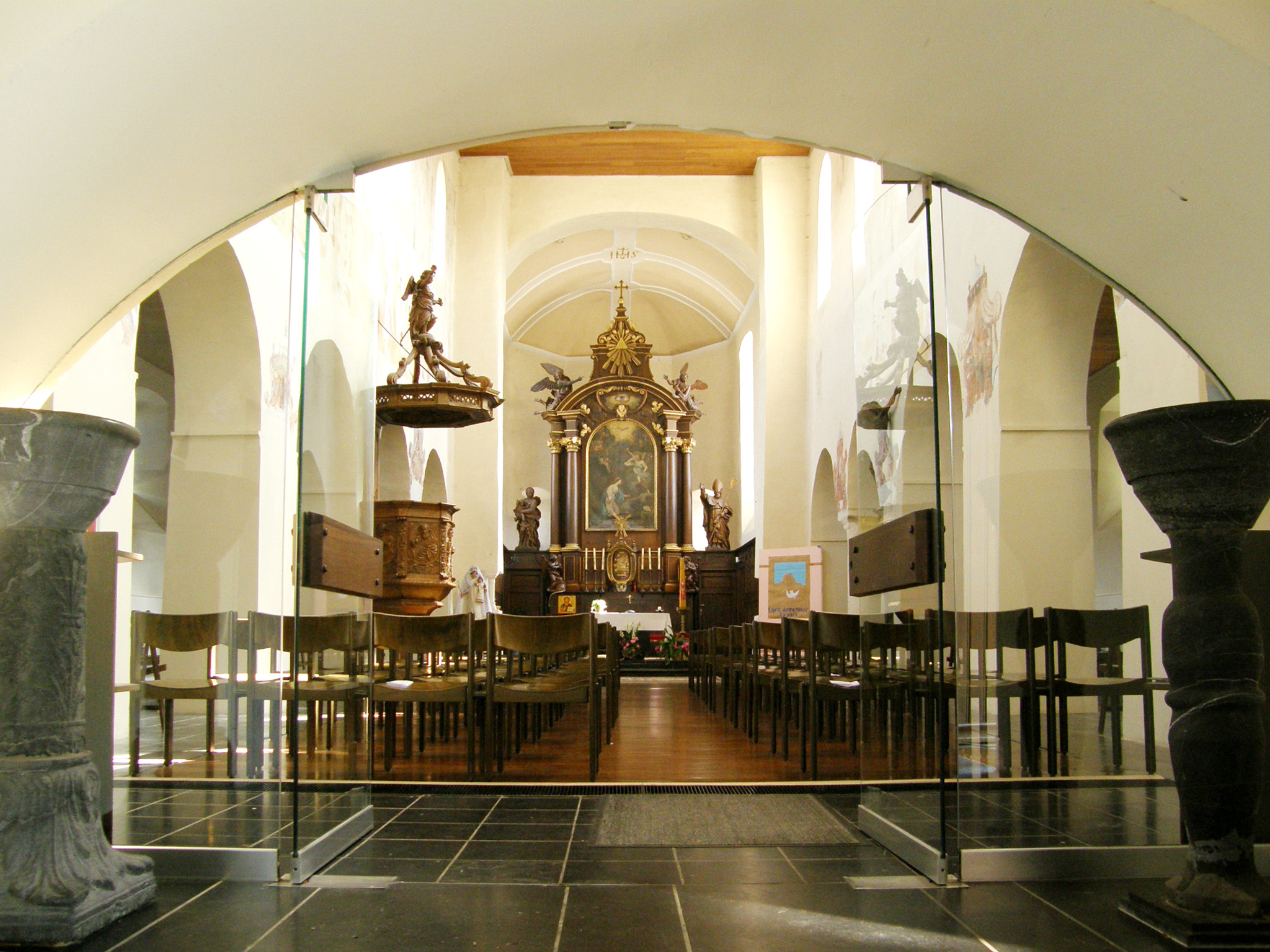
La nef de l'église.

La nef est constituée de cinq travées sur gros piliers carrés, massifs et sans base. Deux ont été remplacés en sous-œuvre, au XVIIe siècle, par des colonnes rondes, sans doute pour faciliter la vue du chœur. Les absidioles des deux petites nefs sont semi-circulaires empâtées et couvertes d'une voûte en cul-de-four. À l'entrée du chœur, on a taillé dans le bas des montants (anciennes bases de l'arc triomphal), pour assurer plus de visibilité vers l'autel ; on y a placé deux colonnettes (de remploi) dont l'une est du roman rhénan cubique. Celle de gauche, simple dé (dorique ?). Il y a une nette coupure entre les nefs où règne le plein cintre et le chœur qui apparaît dans son style du XVIIe siècle avec ses deux grandes fenêtres rectangulaires et avec son retable monumental baroque réalisé par Renier Panhay de Rendeux après 1738.
Bien des pièces remarquables de mobilier ont droit de cité dans l'église. Peu d'églises rurales possèdent, en effet, une telle diversité d'œuvres d'art. Citons-en quelques-unes : le calvaire (XIVe siècle), les fonts baptismaux (XIIIe – XIVe siècle), la chaire de vérité (XVIIIe siècle) ; une remarquable statuaire dont trois statues moyenâgeuses : la Charité de saint Martin (1520-1540), sainte Anne trinitaire et saint Nicolas de Myre (ces deux dernières œuvres ayant été dérobées en 1994).

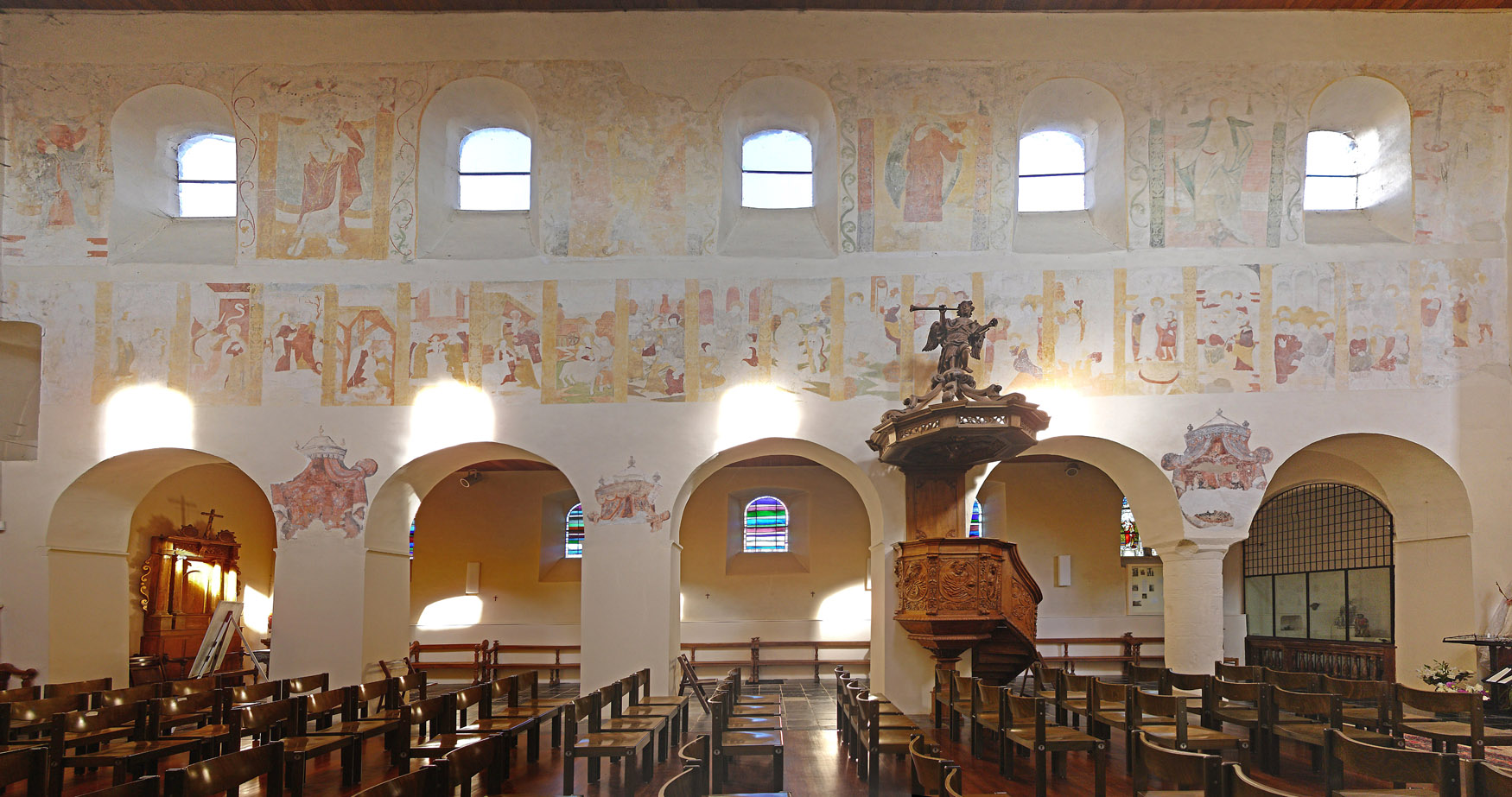
Les peintures murales mises au jour en 1981

Une restauration très importante eut lieu en 1975. Lors de ces travaux, une petite cave voûtée fut découverte sous la nef centrale et l'on s'aperçut que de vastes peintures murales datant des XVIe et XVIIe siècles étaient conservées dans le vaisseau central sous plusieurs couches de badigeon. Elles furent dégagées en 1981 par M. Jacques Folville. Une peinture murale du XVIIe siècle représente Aure de Paris, première abbesse du monastère colombaniste de Saint-Martial de Paris fondé par Saint Éloi.